# Драфт НБА

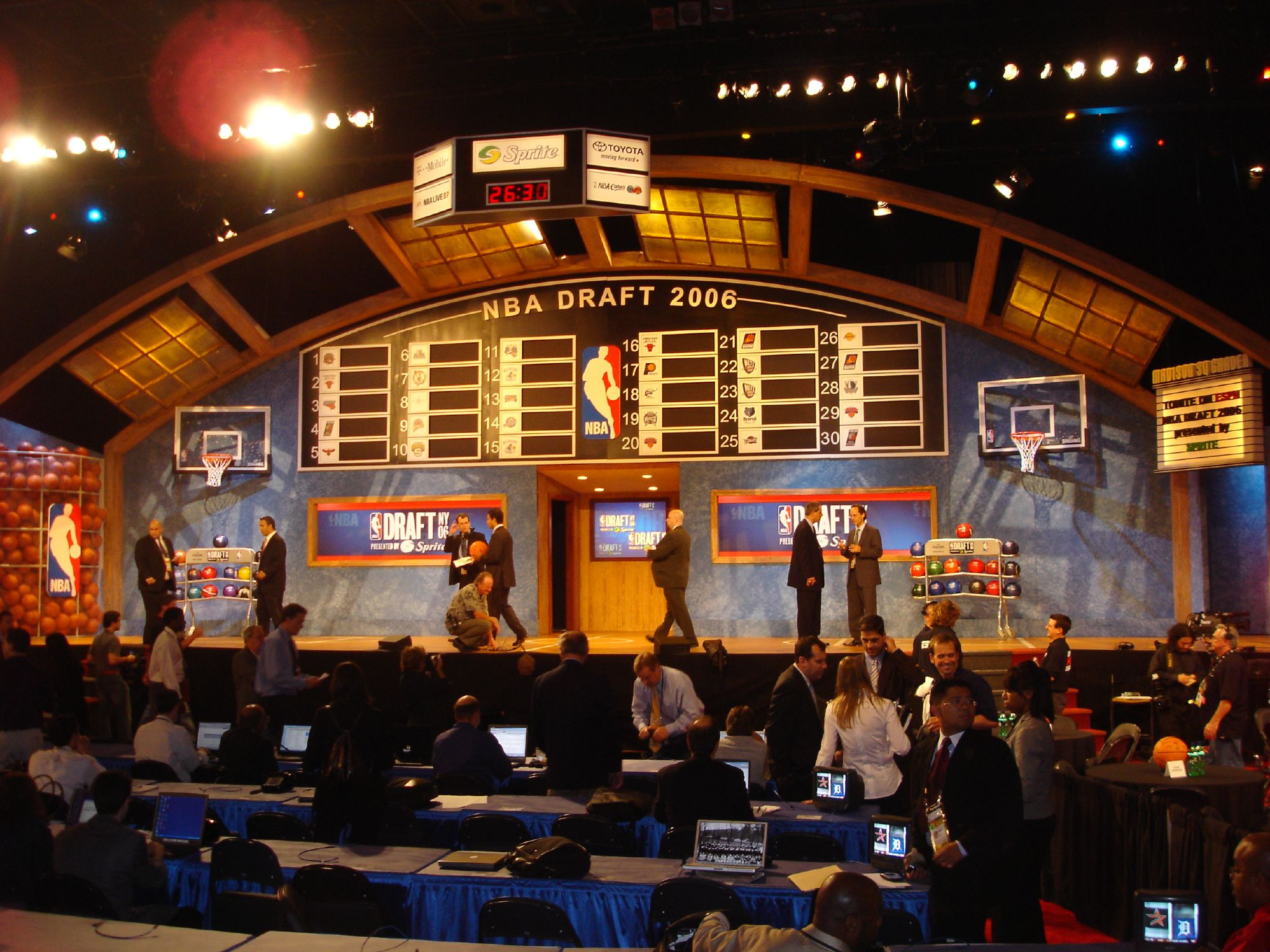
Церемония драфта НБА в 2006 году

Драфт НБА — ежегодная процедура выбора тридцатью клубами Национальной баскетбольной ассоциации новых баскетболистов, которые хотят вступить в лигу. Обычно эти игроки — выпускники американских колледжей, однако в последние годы увеличилось число игроков, попадающих в НБА из других стран или только что окончивших школу. В 2006 году НБА приняла меры, чтобы сократить число недоучившихся баскетболистов в лиге, теперь игроку на конец года, в котором проходит драфт, должно быть минимум 19 лет и он должен окончить школу не менее чем за год до этого. Как правило молодые игроки идут после школы в колледж, учатся там хотя бы год, после чего выставляют свои кандидатуры на драфт. Первым исключением из этого правила стал Брендон Дженнингс, не поступивший в колледж после школы, а проведший один сезон в итальянском профессиональном клубе, после чего выбранный на драфте 2009 года клубом «Милуоки Бакс».
Первый драфт был проведён в 1947 году, между первым и вторым сезоном Баскетбольной ассоциации Америки (БАА), которая предшествовала НБА. В 1949 году с целью популяризации баскетбола среди болельщиков ассоциация ввела правило, по которому клуб мог обменять своё право выбирать игрока в первом раунде драфта на так называемый территориальный выбор, который означал возможность подписания контракта с любым баскетболистом, выступающим за колледж, находящийся в пределах 50 миль от стадиона клуба. Возможность территориального выбора существовала до 1960 года. При вступлении новых команд в ассоциацию происходит так называемый драфт расширения, при котором новый клуб набирает себе игроков, чьи контракты не были защищены, из других клубов ассоциации.
В настоящее время драфт состоит из двух раундов, в каждом из которых клубы выбирают по одному игроку в порядке, определяемой специальной лотереей, проводимой перед драфтом. При лотерее приоритет имеют клубы, показавшие в предшествующем драфту сезоне худшие результаты и не попавшие в плей-офф. Это делается, чтобы давать возможность слабым клубам усиливаться перспективными новичками и поддерживать баланс сил в ассоциации. Изначально право первого выбора игроков получали клубы, занявшие самые низкие места в своих конференциях, первый и второй определялись броском монеты. В 1985 году НБА изменила порядок выбора игроков на драфте и ввела лотерею, чтобы исключить повторения ситуации 1984 года, когда «Хьюстон Рокетс» обвиняли в том, что команда специально проигрывала матчи, чтобы заполучить на драфте под первым номером Хакима Оладжьювона. Своё право выбора на драфте клуб может обменять в другой клуб, так, например, в 1986 году чемпион НБА, клуб «Бостон Селтикс», выбирал на драфте вторым, выменяв ранее это право у «Сиэтл Суперсоникс».

## Драфты НБА 1984, 1996 и 2003 гг
Наиболее успешными считаются драфт 1984 года, в результате которого в лигу пришли Хаким Оладжьювон, Майкл Джордан, Чарльз Баркли, Элвин Робертсон, Джон Стоктон и другие будущие участники Матча всех звёзд и зала Славы, драфт 1996 года (Аллен Айверсон, Рэй Аллен, Коби Брайант, Стив Нэш) и «лучший драфт нового тысячелетия» — 2003 года (Леброн Джеймс, Дуэйн Уэйд, Кармело Энтони, Крис Бош).

## Лотерея драфта
Лотерея драфта проводится за месяц до самого драфта. По её результатам определяется очередность выбора игроков командами, не попавшими в плей-офф. В лотерее 1000 комбинаций. До 2018 года включительно самая худшая команда сезона, предшествующего драфту, получала 250 комбинаций, то есть 25 % вероятности получить право выбирать под первым номером, в дальнейшем количество комбинаций уменьшалось среди всех 14 команд. С драфта 2019 года правила изменились, теперь 3 худшие команды прошлого сезона получают одинаковое количество комбинаций (140), а 4-я худшая команда — 125, 5-я — 105, 6-я — 90, 7-я — 75, 8-я — 60, 9-я — 45, 10-я — 30, 11-я — 20, 12-я — 15, 13-я — 10, 14-я — 5. Также с трёх до четырёх увеличено число первых номеров, которые будут разыграны в лотерее. Если некоторые команды показали одинаковый результат по итогам регулярного чемпионата НБА, то они получают равное количество комбинаций, путём сложения комбинаций от каждой команды и делением полученного числа на два. Если полученное число не делится ровно на количество команд с равными показателями, то применяется жребий.

## Иностранные игроки, выбранные под 1-м номером
Первым иностранным игроком (имеются ввиду граждане любой другой страны, кроме США), выбранным на драфте НБА под общим первым номером стал Майкл Томпсон с Багамских Островов в 1978 году, однако, он провёл большую часть своего детства в штате Флорида и играл за университет Миннесоты. Следующим иностранным первым номером стал нигериец Хаким Оладжьювон на драфте 1984 года. В следующем году этот результат повторил Патрик Юинг с Ямайки. Оба вышеперечисленных игрока, как и Томпсон, до драфта играли в американских университетах, а Юинг также играл в средней школе Кембридж (Массачусетс). На драфте 1997 года первым стал Тим Данкан, хотя является ли он иностранцем под большим вопросом, так как он родился на Виргинских Островах и, как и все уроженцы этого государства, является гражданином США по рождению. Он также играл за Уэйк-Форестский университет. В следующем году под первым номером был выбран нигериец Майкл Оловоканди из университета Пасифик.
Таким образом, до 2002 года лишь пять иностранных игроков выбирались на драфте под общим первым номером, при этом, все они играли за американские университеты, а один из них родился в США. Первым иностранным игроком, выбранным под первым номером и не имевшим опыта выступления за североамериканский университет, стал китаец Яо Мин в 2002 году. Его выбор стал не только переломным моментом для НБА, он также имел большое влияние на родине Яо. За свою карьеру в НБА, Яо в среднем за игру набирал 19,0 очков, 9,2 подбора и 1,89 блок-шота.
В 2005 году «Милуоки Бакс» выбрал австралийца Эндрю Богута, выступавшего до этого за университет Юты. В следующем году «Торонто Рэпторс» задрафтовал Андреа Барньяни из Италии, который стал вторым иностранным игроком без опыта выступлений за университет и первым европейцем, выбранным под первым номером. В 2013 году «Кливленд Кавальерс» выбрал Энтони Беннетта, который играл за УНЛВ, и стал первым канадцем, выбранным под первым номером. На драфте 2014 года «Кливленд Кавальерс» снова задрафтовал под первым номером канадского игрока, им стал атакующий защитник Эндрю Уиггинс. На драфте 2015 года «Миннесота Тимбервулвз» выбрала под первым номером американо-доминиканского центрового Карла-Энтони Таунса. В следующем году «Филадельфия Севенти Сиксерс» задрафтовала австралийского форварда Бена Симмонса в качестве первого номера. На драфте 2018 года «Финикс Санз» задрафтовал центрового с Багамских Островов ДеАндре Эйтона, который стал вторым багамцем, выбранным под первым номером после Майкла Томпсона.
На драфте 2022 года «Орландо Мэджик» задрафтовал форварда из Италии Паоло Банкеро, тем самым, он стал вторым итальянцем, выбранным под 1-м пиком на драфте НБА, однако до сегодняшнего дня он не сыграл за сборную Италии ни одного матча, и в июне 2023 года Бакеро решил выступать за сборную США.
На драфте 2023 года «Сан-Антонио Спёрс» выбрал французского «большого» Виктора Вембаньяму из профессионального баскетбольного клуба «Метрополитан 92» под 1-м пиком на драфте НБА. Это первый француз, выбранный под 1-м номером драфта НБА.